# 阿道夫·斯沃博达
阿道夫·斯沃博达（捷克語：Adolf Svoboda；1900年6月16日—1969年2月9日），旧译斯沃波达，是捷克斯洛伐克政治人物。曾任捷克斯洛伐克共产党中央委员，布拉格市委常委，布拉格市长。

## 生平
青年时是锁匠工人，参与工会运动。1916年加入金属工人联合会，后来加入社会民主青年区域委员会。1921年参与创建共产党。在纳粹德国占领捷克斯洛伐克之后被捕入集中营。战后继续开展政治活动。历任捷共中央委员，布拉格市委常委。1952年至1953年为国民议会议员。1954年至1964年担任布拉格市长。1969年逝世。

## 外事访问
1957年9月27日下午，他率领布拉格市中央人民委员会代表团，和以费林格主席为首的捷克斯洛伐克国民议会代表团、卡达尔总理为首的匈牙利人民共和国政府代表团到达北京，在机场受到刘少奇委员长等的欢迎。28日上午游览故宫，下午受到周恩来总理等领导人的接见。29日上午访问北京大学，受到马寅初校长等师生的欢迎。晚上接受毛泽东主席等领导人的接见。30日访问中捷友好农业社，10月2日游览长城和明十三陵，3日乘专机访问鞍山、旅大。7日在上海受到宋庆龄的接见。8日访问杭州。后又访问重庆、西安等地。19日上午离京，前往朝鲜民主主义人民共和国访问。